# Hunyada marconia
Hunyada marconia är en fjärilsart som beskrevs av William Schaus 1928. Hunyada marconia ingår i släktet Hunyada och familjen tandspinnare. Inga underarter finns listade i Catalogue of Life.